# Contact (2009)
Contact ist ein australischer Dokumentarfilm aus dem Jahr 2009, der sich auf ein Ereignis aus dem Jahr 1964 bezieht. Damals kam eine Gruppe von Aborigines der Martu erstmals in Kontakt mit der Zivilisation.
Der Film basiert auf dem Buch Cleared Out: First Contact in the Western Desert von Sue Davenport, Peter Johnson und Yuwali.

## Handlung
Die Aborigines, die im Outback unter schwierigen Bedingungen lebten und keinen Kontakt zu Weißen hatten, bewegten sich im Gebiet der Percival Lakes in Western Australia. In das Gebiet in der Great Sandy Desert, das von Salzseen geprägt ist, wurden zwei weiße Australier geschickt, die die Aufgabe hatten, es nach Menschen abzusuchen. Es war beabsichtigt Mittelstreckenraketen vom Typ Blue Streak nach einem Start auf dem Testgelände von Woomera in der Wüste aufschlagen zu lassen.
Der Film zeigt Material aus dem Jahr 1964, das Walter MacDougall mit einer 16mm-Kamera drehte, und aktuelle Interviews mit Yuwali. Sie war damals ein 17-jähriges Mädchen und in der Zeit der Filmproduktion 62 Jahre alt. Yuwali lebte mit ihrer Mutter in einer Gruppe von 20 Mädchen unterschiedlichen Alters. Die Gruppe bewegte sich ohne Männer in der Wüste. Yuwali sah erstmals in ihrem Leben Weiße und hielt den LKW für einen wandernden Felsen mit weißen Teufeln. Sie hatte Angst und versteckte sich. In der Nacht folgte sie den Spuren ihrer Mutter in der Wüste. Die Kontaktaufnahme mit den Aborigines gestaltete sich schwierig, da die Aborigines stets flohen. Glücklicherweise wurde der erste Raketenstart in Woomera wegen schlechten Wetters verschoben. Die Weißen folgten ebenso den Spuren der Gruppe und kamen mit ihnen in Kontakt. Die Angst löste sich, als die Männer ihnen Essen gaben. Da ihnen das Essen nicht schmeckte, vergruben sie es im Sand. Die nackten Frauen und Mädchen wurden eingekleidet und in eine von der Apostolischen Kirche geführte Aborigines-Missionsstation in Jigalong gebracht.

## Yuwali
In der Missionsstation erhielten sie Essen und Geld. Da Yuwali, die Hauptdarstellerin, nichts mit Geld anfangen konnte und es für wertlos hielt, vergrub sie es in einem Flussbett.
Später wurde sie eine Helferin auf einer Viehstation, heiratete zweimal und hatte vier Kinder. Im Alter von 62 Jahren lebte sie mit zwei ihrer Kinder in Parnngurr in der Pilbara. Als sie im Film nach ihrem Leben im Outback befragt wurde, sagte sie: „We left our hearts back in our country“ (dt.: „Wir haben unsere Herzen in unserem Land zurückgelassen“).
Geboren wurde Yuwali in der Yulpu Rockhole in der Mitte des Percival-Lakes-Gebiets und lebte ihr frühes Leben mit ihrer Familie nomadisch.

## Erstaufführung
Der Dokumentarfilm wurde erstmals am 4. Juni 2009 auf dem Sydney Film Festival aufgeführt und dort als bester Dokumentarfilm ausgezeichnet.

## Auszeichnungen

### Australien
- Prime Minister’s History Prize
- Best Feature Length Documentary, Australian Film Institute Awards
- Best Coverage of Indigenous Affairs, Walkley Award
- Best Feature Documentary, Film Critics Circle of Australia
- New South Wales Premier’s History Prize for Multimedia
- Foxtel Documentary Prize, Sydney Film Festival
- Best Achievement in Directing for Documentary, Australian Directors Guild
- Best Achievement in Sound for a Documentary, Australian Screen Sound Guild
- Bronze award for Cinematography Documentaries-Cinema and TV, Australian Cinematographers Society[5]

### International
- Gold Hugo for Best Television Production & Best Documentary – Social/Political, USA
- Best Documentary, Miradas Film Festival, Kanarische Inseln, Spanien
- Best Documentary-Pacific/Oceania, Annu-ru Aboro Film Festival, Neukaledonien, Frankreich
- Ecumenical Dialogue Award, Planete Doc Review Film Festival, Polen[5]

## Sonstiges
Ein Buch von Sue Davenport mit dem Titel: Cleared Out: First Contact in the Western Desert beschreibt das Ereignis.